# Sàpiens Publicacions
Sàpiens Publicacions és una editorial catalana fundada el 2002 i dedicada a l'edició de revistes. Forma part del grup cooperatiu SOM i entre les seves capçaleres destaquen les revistes d'història Sàpiens i El món d'ahir així com les revistes Cuina, Descobrir Catalunya i Time Out Barcelona. Altres capçaleres de l'editorial són A Part, El Petit Sàpiens, Experiències i Receptes by Cuina. En el passat, també havien editat la revista sobre viatges Altaïr, la revista sobre natura Nat i la revista dels Súpers!.